# ۱۲۳۵ (میلادی)
۱۲۳۵ (میلادی) هزار و دویست و سی و پنجمین سال تقویم میلادی است.

## درگذشتگان
‎